# Messua moma
Messua moma är en spindelart som först beskrevs av Pickard-Cambridge F. 1901.  Messua moma ingår i släktet Messua och familjen hoppspindlar. Inga underarter finns listade i Catalogue of Life.